# Herman Schiller
Herman Schiller (Buenos Aires, 1937) es un periodista argentino, conocido por su activismo en defensa de los derechos humanos. Durante los años de la dictadura dirigió el periódico Nueva Presencia, uno de los dos diarios (el otro fue el Buenos Aires Herald, dirigido en ese momento por Robert Cox) que denunciaba la desaparición de personas a manos del régimen.

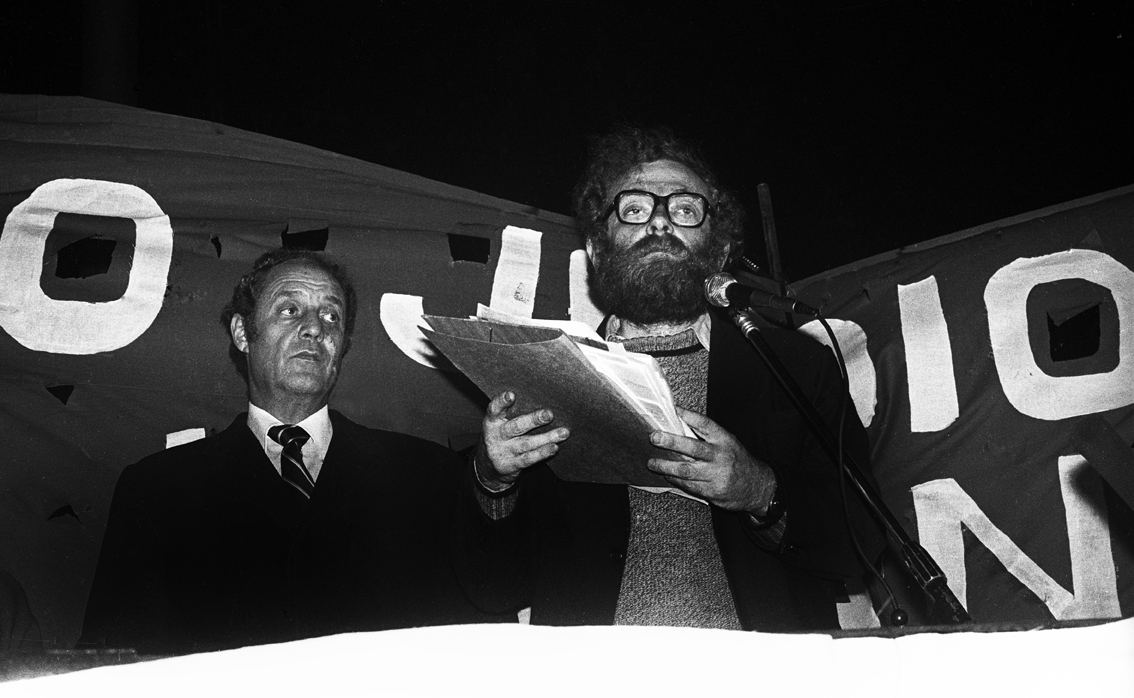
Herman Schiller orador en un acto del Movimiento judío por los derechos humanos en 1983. A su lado el rabino Marshall Meyer.

## Trayectoria
Como miembro de la comunidad judía argentina y militante socialista, Schiller fundó en 1977 el semanario judeo-argentino «Nueva Presencia» que nació como un suplemento semanal en castellano dentro de Di Presse, el último diario local en idioma idish.
Nueva Presencia, junto con el periódico en lengua inglesa Buenos Aires Herald, fueron los únicos periódicos en que se denunciaron las violaciones de los derechos humanos durante la dictadura militar autodenominada Proceso de Reorganización Nacional. Por tal motivo, el 15 de noviembre de 2007 la Legislatura de la Ciudad de Buenos Aires honró a Herman Schiller y a sus colegas de Nueva Presencia por su lucha por los derechos humanos, colocando una placa conmemorativa en el edificio en donde funcionó el semanario.

## Derechos humanos
Ya desde los inicios del Proceso de Reorganización Nacional, Schiller toma contacto con las Madres de Plaza de Mayo y desde la prensa colabora activamente con ellas.
En 1982 Schiller y el rabino Marshall Meyer fundaron el Movimiento Judío por los Derechos Humanos.
Desde 1992 Schiller condujo distintos programas de radio en emisoras como Radio Splendid y la emisora de la comunidad judía FM Jai. En 2004 y 2005 Schiller condujo La voz de la locura, programa radial de la Madres de Plaza de Mayo que se transmitió por Radio Nacional, pero su programa señero es «Leña al fuego», audición radial que de 1999 a 2012 se emitió por Radio de la Ciudad y en donde distintos sectores de la izquierda argentina discutían sobre la realidad nacional. Schiller fue echado de la radio por tener una visión crítica hacia el gobierno de la ciudad, liderado por el político de centroderecha Mauricio Macri.
En 2000 ingresó como docente en la Universidad Popular Madres de Plaza de Mayo para dictar Historia del Movimiento Obrero y en 2007 fue despedido por Hebe de Bonafini por tener una actitud crítica hacia el presidente Néstor Kirchner. Fue uno de los homenajeados por la presidenta Cristina Fernández de Kirchner cuando entregó diplomas a quienes lucharon por el restablecimiento de la democracia
En 2000 y 2003 Herman Schiller fue candidato a vicejefe del Gobierno de la Ciudad de Buenos Aires por la coalición Izquierda Unida.

## Posición frente a Israel
Herman Schiller sostiene una postura crítica hacia al Estado de Israel por el trato que dispensa hacia la población palestina; en 2000 Herman Schiller organizó con el por entonces embajador de la Autoridad Nacional Palestina Suhail Akel, dos actos por la paz en Medio Oriente. Pero para ser justos con su pensamiento, este párrafo de una nota suya titulada Peronismo y Sionismo, es más que esclarecedor: Allá por 1982, a raíz de la masacre de Sabra y Chatila cometida por falangistas cristianos libaneses con el visto bueno del ejército israelí que dejó hacer, mis compañeros de izquierda y militantes de derechos humanos solían reiterar con sorna: “Mirá lo que hicieron los sionistas”. En esas ocasiones acudía a una respuesta invariable: 

Los 400.000 israelíes, casi el 10% de la población, que entonces se volcaron espontáneamente a las calles para repudiar ese hecho atroz, también eran, en su mayoría, sionistas”.

Acostumbrados a una visión demoníaca del sionismo, incorporada desde hace mucho en el campo popular como una especie de epicentro de todos los males, mi respuesta solía sorprender. Sobre todo cuando agregaba que todos los movimientos populares suelen contener en su seno tendencias “de pared a pared”, desde la izquierda hasta la derecha.

El sionismo es uno de esos movimientos nacionales, en cuyo intestino suelen pulular opresores y oprimidos, reaccionarios y progresistas, antipalestinos y propalestinos. Verbigracia: los cómplices de aquel genocidio eran sionistas; y los participantes de la masiva demostración de protesta, también. El peronismo es otro de esos movimientos nacionales y en su seno, a partir del líder aglutinante, se desarrollaron contradicciones similares. A tal punto que, bajo un mismo techo y con los mismos rituales, se asumieron como peronistas en la década del setenta desde nazis y asesinos sin remedio como López Rega hasta honestos militantes revolucionarios que luchaban por la democracia, los derechos humanos y la patria socialista. Estas tendencias contrapuestas, en determinados momentos, aunque pertenezcan a un mismo movimiento, suelen llegar al enfrentamiento sangriento. Itzjak Rabin y su asesino Igal Amir eran sionistas. Tanto la Triple A de López Rega como buena parte de sus víctimas eran peronistas.

En setiembre del 2012, rechazó el Premio Perfil que le iba a ser otorgado en conjunto con el periodista ecuatoriano César Ricaurte. Dijo:

Lamento el equívoco. Soy un hombre de la izquierda revolucionaria. No puedo compartir galardones con figuras que trabajan para la derecha o son funcionales a la misma.

## Libros
- Schiller, Herman (2005). Momentos de luchas populares. Buenos Aires: Ediciones del Instituto Movilizador de Fondos Cooperativos. ISBN 9508601779.